# Procter & Gamble
The Procter & Gamble Company är ett amerikanskt multinationellt dagligvaruföretag, med huvudkontor i Cincinnati, Ohio. Företaget grundades 1837 av ljustillverkaren William Procter och tvåltillverkaren James Gamble. År 2004 förvärvades Wella och 2005 gick man samman med Gillette. Den europeiska verksamheten startade 1930 genom ett dotterbolag i Storbritannien, och idag finns de representerade i samtliga europeiska länder. Det nordiska huvudkontoret ligger i Stockholm. Västeuropa svarar idag för omkring en fjärdedel av företagets totala verksamhet. Totalt har man idag omkring 140 000 anställda i över 80 länder.

## Varumärken ägda av Procter & Gamble
Följande varumärken marknadsförs i Sverige av Procter & Gamble:
- Ariel, tvättmedel
- Always, intimhygien för kvinnor
- Braun, elektriska hushållsapparater
- Clear Blue, graviditetstester
- Duracell, batterier
- Gillette säkerhetsrakhyvlar
- Glide, tandtråd
- Head & Shoulders, schampo
- Olay, ansiktskrämer
- Old Spice, hygien- och doftprodukter
- OralB, tandvård
- Pampers, blöjor
- Swiffer, rengöringsprodukter
- Sebastian, professionella hårvårdsprodukter
- Vicks, medikamenter
- Wella, hårvårdsprodukter
- Yes, diskmedel

## TV-produktioner
Procter & Gambles eget produktionsbolag producerade och sponsrade världens första såpopera som sändes i amerikansk radio på 1930-talet. Procter & Gamble var kända för att tillverka tvål, "soap" på engelska, vilket är skälet till varför termen "soapopera" myntades. När såpoperan bytte medium till tv under 1950- och 1960-talen producerades de allra flesta av Procter & Gamble Productions. De tre såpoperorna Makt och begär, As the World Turns och Guiding Light sänds än idag på CBS och produceras och sponsras fortfarande av Procter & Gamble medan World Turns and Light numera är producerade av TeleNext Media, Inc. även om P&G fortfarande äger deras copyright. 
Några av de TV-serier som producerats av Procter & Gamble:
- Another World
- Makt och begär
- As the World Turns
- Guiding Light
- Lovers and Friends
- The Brighter Day
- The Catlins
- Our Private World
- The Edge of Night
- The First Hundred Years
- For Richer, for Poorer
- From These Roots
- Search for Tomorrow
- Somerset
- Texas
- Young Doctor Malone

Procter & Gamble Productions var ursprungligen inblandade i Dawson's Creek som de skulle producera i samarbete med Sony Pictures Television men P&G hoppade av efter att pressen sågat serien och dess innehåll.
[källa behövs]